# 단계서원
단계서원(丹溪書院)은 경상북도 봉화 지역에 있던 서원으로 지금은 철거되고 없다. 1712년에 서원으로 승격되었으며, 세종과 문종 연간의 인물인 김담(金淡, 1416년 12월 ~ 1464년 7월 10일)을 배향하고 있었다.
대원군이 집권한 후인 1871년에 조정의 명령으로 훼철되었으나 여러 서원들이 구한말, 일제강점기, 해방 후에 복원된 것과 달리 끝내 복구되지 못하였다. 단계서원 현판은 동국진체(東國眞體)를 창시했다고 알려진 명필가 옥동 이서(李潊, 1662년 ~ ?)가 썼다.

## 배향 인물
- 문절공(文節公) 김담(金淡, 1416년 12월 ~ 1464년 7월 10일) : 세종 때 문신, 이조판서, 천문학자

## 주요 건물
- 존도사(尊道祠) : 김담의 위패를 봉안한 사당
- 명교당(明敎堂) : 강당
- 동재(東齋) : 유생 공간
- 서재(西齋) : 유생 공간
- 육영루(育英樓) : 누각
- 서고(書庫) : 서책 보관 창고
- 전사청(典祀廳) : 제례 준비 건물
- 지도문(志道門) : 서원 정문

## 연혁
- 1558년(명종 13년) : 학사(學舍) 건립
- 1652년(효종 3년) : 단계서원 명명
- 1712년(숙종 38년) : 문절공 김당 사당 상량식 및 위패 봉안식 거행
- 1715년(숙종 41년) : 서원 편액 제작 (옥동 이서의 글씨)
- 1779년(정조 3년) : 서원 동쪽 누각 중수
- 1871년(고종 8년) : 훼철

## 참고 자료
- 단계서원(丹溪書院)-훼철 - 한국서원연합회